# Đặng Hữu Phúc
Đặng Hữu Phúc (sinh 4 tháng 6 năm 1953) là một nhà soạn nhạc, nhạc sĩ của Việt Nam.

## Tiểu sử
Đặng Hữu Phúc sinh tại Phú Thọ, Việt Nam. Ông học nhạc tại Học viện âm nhạc quốc gia Việt Nam từ năm lên 10 tuổi, và được đào tạo chính quy cả hai chuyên ngành: sáng tác và biểu diễn piano.
Trong thời gian là sinh viên piano, ông học với Tào Hữu Huệ (Tsao You-Whai, Trung Quốc), Issac Katz và Ghenxler (chuyên gia Liên Xô), ông đã chơi nhiều tác phẩm lớn viết cho piano như: Concerto No.1 của P.Tchaikovsky, Concerto No.2 của S.Rachmaninoff, Concerto No1 G-dur của M.Ravel, Concerto Cis moll của N.Rimsky-Korsakov, Sonate No23 (Appassionata) của L.V.Beethoven , Sonate No.2 B-moll và Ballade No1 g-moll của F.Chopin, v.v...
Đặng Hữu Phúc từng tu nghiệp tại Nhạc viện Quốc gia Paris tại Pháp (1991-1992). Ông là nghệ sĩ dương cầm của Dàn nhạc giao hưởng Quốc gia Việt Nam trong hơn 20 năm (1979-2002). Ông cũng đã từng độc tấu piano bản Sonate polyphonique (mà ông là tác giả) tại Liên Xô cũ năm 1988 (Liên hoan các nhạc sĩ trẻ các nước Xã hội Chủ nghĩa lần thứ nhất) và thu thanh bản nhạc này tại Đài phát thanh tiếng nói Việt Nam (1978).
Hiện nay, Đặng Hữu Phúc giảng dạy bộ môn sáng tác ở Học viện âm nhạc quốc gia Hà Nội.

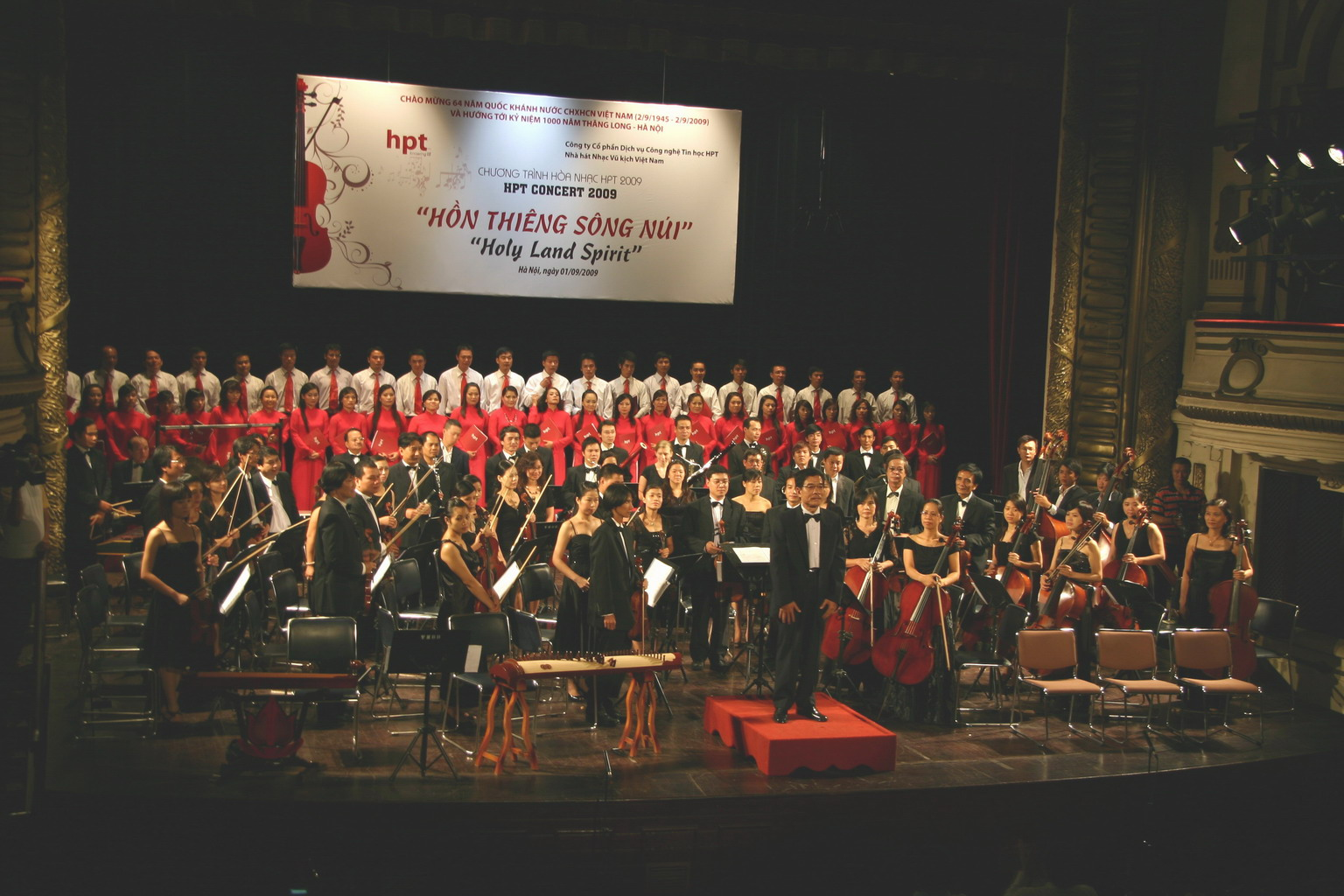
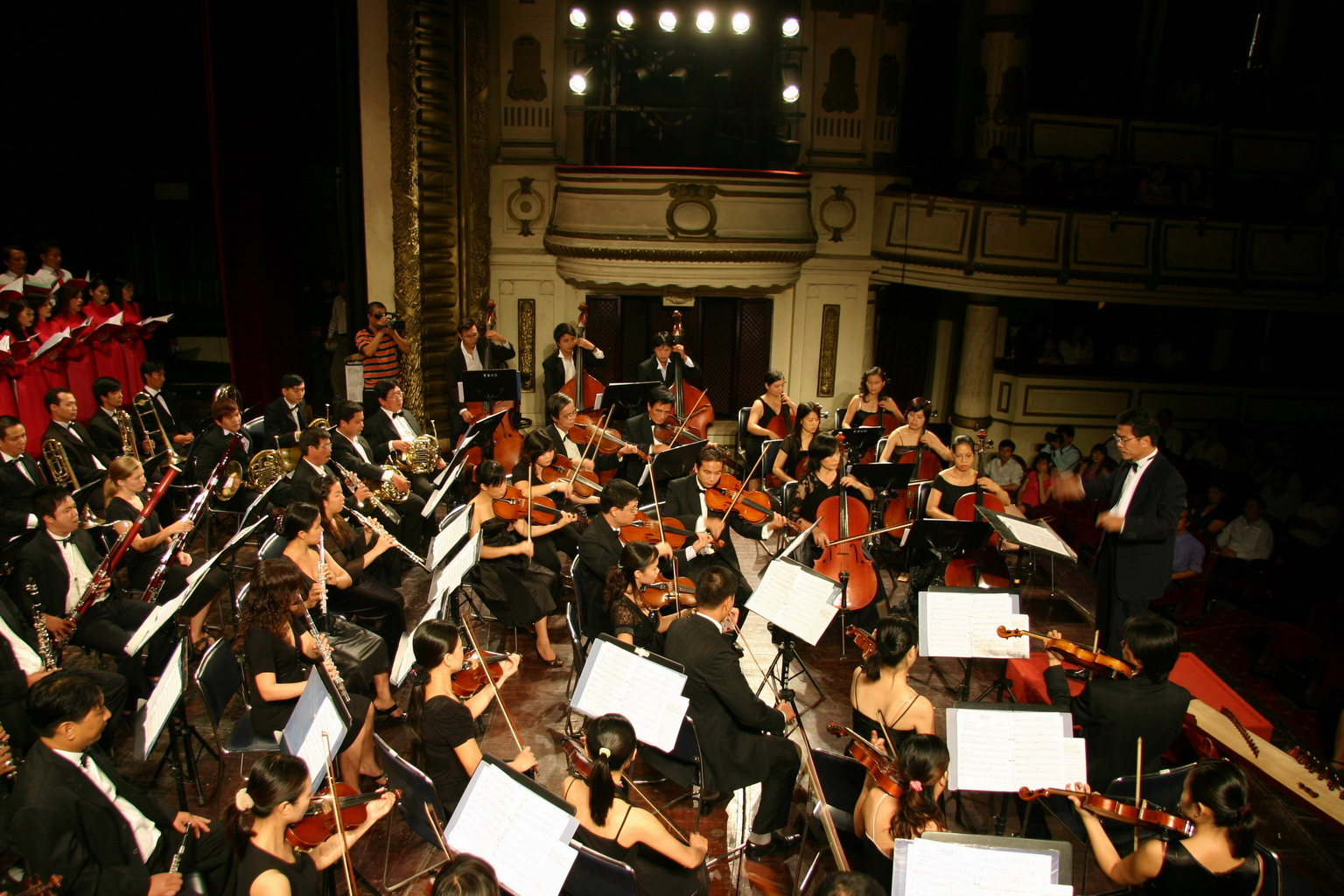

## Các sáng tác, hoạt động
Tác phẩm của ông chia làm hai mảng chính là: Khí nhạc (thính phòng, giao hưởng) và Thanh nhạc.

## Sáng tác khí nhạc, thính phòng giao hưởng
- Ở mảng khí nhạc, bản Prelude đầu tay giọng Mi giáng trưởng (Es) viết cho Piano năm 18 tuổi (1971) của ông hiện vẫn được dùng trong giáo trình giảng dạy của các Nhạc viện ở Việt Nam.
- Một số tác phẩm viết cho Piano của ông như "Suite (1973)" và "Sonate Polyphonique 1978" . "Chùm hoa Việt Nam - Bunches of flowers of Vietnam 2009" đã được Đặng Thái Sơn, Giải nhất cuộc thi piano quốc tế Fréderic Chopin lần thứ 10 biểu diễn ở trong và ngoài nước. Hiện nay bản "Chùm Hoa Việt Nam" đã được biểu diễn và ghi CD ở Nhật Bản và nhiều nơi trên thế giới
Ông đã thể nghiệm nhiều phong cách khác nhau trong sáng tác, từ cổ điển (classique) tới nhạc Tiền phong (Avant garde).
- Bản Ouverture "Ngày hội" viết cho dàn nhạc giao hưởng của ông đã được biểu diễn với các nhạc trưởng Anh, Pháp, Nhật Bản, Canada. Nhạc trưởng người Pháp, Xavier Rist (người đã đoạt 7 giải nhất về chỉ huy dàn nhạc tại Nhạc viện Quốc gia Paris-Pháp) đã viết về tác phẩm này như sau: "NGÀY HỘI là một tác phẩm xuất sắc, nhạc sĩ đã chuyển đổi và tái tạo chất liệu nhạc truyền thống Việt Nam dưới lăng kính của ngôn ngữ giao hưởng đương đại với một cảm nhận về nhịp điệu và màu sắc rất tinh tế".
Tháng 5/2007, dàn nhạc giao hưởng của Việt Nam lần đầu đi lưu diễn ở châu Âu, đã biểu diễn bản "Ngày hội" là tác phẩm mở đầu cho 3 đêm diễn tại Pháp (trong đó có 1 đêm ở vùng Paris) dưới sự chỉ huy của nhạc trưởng Xavier Rist, đã được thính giả Pháp đón nhận nồng nhiệt..
Tại China - Asean music week (6-2015) tổ chức tai Nam Ninh, Trung Quốc. Bản "Ngày hội" đã vinh dự được chọn làm tiết mục mở đầu cho đêm giao hưởng khai mạc do nhạc trưởng Alex Pauk (Canada) chỉ huy, dàn nhạc Canadian Esprit Orchestra biểu diễn.,
- Bản "Pizzicato Vietnam" cho dàn nhạc dây . Dàn nhạc giao hưởng Việt Nam đã biểu diễn lần đầu bản nhạc này ngày 20 tháng 5/2009 Tại Nhà hát lớn Hà Nội. Chỉ huy là Tetsuji Honna.
Bản "Pizzicato Vietnam" cũng đã được biểu diễn ngày 21/9/2011 ở Madrid (Espana) và ngày 11/10/2011 ở Hà Nội, cùng do nhạc trưởng người Tây Ban Nha Carlos Cuesta chỉ huy 
Năm 2012 Đặng Hữu Phúc đã viết thêm hai chương nữa, trở thành "Tổ khúc cho dàn nhạc dây": Chương I toàn bộ dàn nhạc chơi bằng gốc archet (Du talon), chương II toàn bộ dàn nhạc chơi Tremolo, và chương III Pizzicato được giữ nguyên, ngày 27/5/2013 bản nhạc này đã được dàn nhạc Nhạc viện Hà Nội biểu diễn tại Nhà hát lớn dưới sự chỉ huy của nhạc trưởng Phần Lan Jukka Pekka.
- Bản "Tám bức tranh giao hưởng từ dân ca Việt Nam" viết năm 2013 đã liên tục được biểu diễn với các nhạc trưởng: Oliver Leo Schmidt (Đức) 2014, Tetsuji Honna (Nhật Bản) 2014 và David Gomez Ramirez (Tây Ban Nha) 2016.
- Tháng 10/2016 Tác phẩm viết cho 2 đàn Piano của ông đã được biểu diễn tại Seoul Arts Center và tháng 9/2017 Tác phẩm "Suite for 4 piano" cũng đã được biểu diễn tai đây.
- Nối tiếp truyền thống từ F.Liszt. Ông cũng đã chuyển thể từ tổng phổ giao hưởng ra Piano độc tấu nhiều tác phẩm kinh điển của các nhạc sĩ thiên tài, như các bản:"Symphonie Fantastique" của H.Berlioz. "Đêm trên núi trọc" ("A Night on bald Mountain") của M.Mussorgsky. "Scheherazade" của N.Rimsky-Korsakov. Symphony No5 của P.Tchaikovsky...vv
- Là tác giả Việt Nam đầu tiên được Sun Symphony Orchestra (SSO) biểu diễn tác phẩm viết cho dàn nhạc giao hưởng. Chương trình Hoà nhạc Mexico ngày 14/9/2018, tác phẩm “Tám bức tranh giao hưởng từ dân ca Việt Nam” (biểu diễn 4 bản). Nhà hát lớn Hanoi, chỉ huy dàn nhạc Olivier Ochanine. Lần thư hai, SSO biểu diễn bản “Ngày Hội/ Fetes” (đã sửa chữa mới trong tháng 10) trong chương trình “Huyền thoại tình yêu” ngày 16/11/2018. Nhà hát lớn Hanoi, chỉ huy dàn nhạc Olivier Ochanine
- Năm 2018: Xuất bản cuốn “Tác phẩm cho đàn piano” sách dầy 255 trang gồm 5 phần: solo, 4 tay, 2 piano, 4 piano và phần tác phẩm chuyển soạn từ tổng phổ giao hưởng kinh điển cho piano solo. Trong cuốn này có 4 bản nhạc mới viết trong năm 2018. Cùng với cuốn “Tuyển chọn 60 bài Romance và ca khúc với piano” xuất bản năm 2012, 245 trang, cũng do Học viện Âm nhạc Việt Nam xuất bản, đều là những cuốn sách duy nhất của một tác giả Việt Nam về thể loại thanh nhạc và nhạc cho đàn piano, cho tới thời điểm này.

## Tác phẩm cho thanh nhạc
Ở mảng thanh nhạc, Đặng Hữu Phúc đã viết từ ca khúc quần chúng cho tới những hình thức lớn như hợp xướng và dàn nhạc. Bản Giao hưởng-hợp xướng lớn "Đất nước" (Thơ Nguyễn Đình Thi) được viết năm 1973, khi đó tác giả chưa tròn 20 tuổi, biểu diễn lần đầu tiên tại Nhà hát lớn Hà nội do chính tác giả chỉ huy dàn nhạc và dàn hợp xướng Nhà hát giao hưởng Nhạc Vũ kịch Việt Nam ngày 1 tháng 9/2009 . Ngày 3 tháng 9 năm 2013 bản hợp xướng này được biểu diễn trong ngày âm nhạc Việt Nam tại Nhà hát lớn Hà Nội.
Năm 1974, ông đã viết tác phẩm "Ba bức tranh" cho giọng Soprano và 2 piano. Biểu diễn lần đầu tiên tại Trường âm nhạc VN do: Ái Vân soprano, Đặng Thái Sơn piano 1, Tác giả piano 2
Năm 2004 viết tập "10 bài cho hợp xướng không nhạc đệm" (A cappella) đã biểu diễn 2 đêm 21-22 tháng 4/2005 tại Nhà hát lớn Hà Nội do chính tác giả dàn dựng và chỉ huy dàn hợp xướng Nhà hát Nhạc vũ kịch Việt Nam.
Bản A Cappella "Ru con mùa đông" đã giành giải tác giả có tác phẩm hay nhất tại Liên hoan hợp xướng quốc tế tại Huế năm 2013.
Đặc biệt, năm 2006 tập "Tuyển chọn 60 bài Romances và Ca khúc cho giọng hát với Piano" đã ra đời sau hơn 30 năm, đó là một tuyển tập viết cho thanh nhạc đầu tiên và duy nhất của một nhạc sĩ Việt Nam có đầy đủ cả phần piano. Trong tuyển tập có nhiều ca khúc đã được phổ biến rộng rãi trong công chúng như Cơn mưa sang đò, Trăng chiều, Ru con mùa đông, Tôi vẫn hát... Chỉ chuyên tâm vào sáng tác, Đặng Hữu Phúc không quan tâm đến việc quảng bá cho tác phẩm. Vì vậy còn nhiều bài hát trong tuyển tập chưa được giới thiệu với công chúng. Tuy vậy cũng có tới 14 bài trong tuyển tập đã đoạt giải thưởng hàng năm của Hội nhạc sĩ Việt Nam (như "Lời ru cao nguyên", "Hoa lục bình", "Ngọn gió mùa xuân"...vv)

## Danh sách đĩa nhạc

### Album phòng thu
- Phác thảo mùa thu - với Hoàng Quyên

## Nhạc cho phim và sân khấu
Một mảng quan trọng trong sự nghiệp sáng tác âm nhạc của Đặng Hữu Phúc là ông đã viết nhạc cho hàng trăm phim và nhiều vở diễn sân khấu kịch nói, múa, rối, xiếc... Như các phim truyện nhựa: "Bỉ Vỏ", "Ngõ hẹp", "Người đàn bà nghịch cát", "Tướng về hưu", "Dòng sông hoa trắng", Đêm Bến Tre... Tại Liên hoan phim Việt Nam lần thứ 13 tháng 12/2001. Ông đã giành tất cả hai giải nhạc phim xuất sắc nhất cho phim nhựa Mùa ổi và phim Video "Nắng chiều".
Ông còn viết nhiều bài báo để quảng bá cho âm nhạc chuyên nghiệp và khí nhạc, trong tình hình ca khúc quần chúng, nghiệp dư, với thẩm mỹ bình dân ngày càng lấn lướt ở Việt Nam, Các bài báo của ông đã gây nên những tranh cãi về nhạc Việt.

## Giải thưởng Quốc tế
Tháng 6 năm 2005, Đặng Hữu Phúc đã giành  Giải Kim Tước cho Âm nhạc xuất sắc nhất, tại Liên hoan phim Quốc tế Thượng Hải lần thứ 8, sau khi vượt qua 375 film của 40 nước (Như: Anh, Pháp, Mỹ, Nhật Bản, Hàn Quốc, Trung Quốc vv...). Nhận xét của Ban giám khảo quốc tế về nhạc phim của anh như sau: “Những nét nhạc đẹp như thể nét vẽ của người họa sĩ trong tranh, nhạc gây ấn tượng mạnh và làm lay động tâm hồn chúng ta. Nhờ có âm nhạc, số phận của các nhân vật chính đã trở nên rõ nét hơn”.

## Cuộc sống riêng
Thời trẻ, Đặng Hữu Phúc là bạn học với ca sĩ Ái Vân. Bài hát Trăng chiều, Ru con mùa đông, Cơn mưa sang đò và nhiều bài hát ông viết dành tặng cho Ái Vân. Ái Vân đã thu thanh trên 20 bài Romances và ca khúc của ông trong điều kiện thu thanh còn đơn sơ. Tuy vậy những bản thu thanh này vẫn có nhiều người yêu thích
Sau này, Đặng Hữu Phúc lập gia đình nhưng cuộc hôn nhân đổ vỡ. Ông có một con trai (sinh khoảng 1988) từ cuộc hôn nhân này. Con trai ông cũng là một pianist được đào tạo tại Toulon (CH Pháp).